# Herrerías
Herrerías és un municipi de la Comunitat Autònoma de Cantàbria. Està situat en la costa occidental de la regió encara que no té litoral. Limita al nord amb els municipis de Val de San Vicente i San Vicente de la Barquera, al sud amb Lamasón i Rionansa, a l'est amb Valdáliga i a l'oest amb el Principat d'Astúries.
Aquest municipi és ric en coves i posseeix una d'extraordinari valor: la Cova del Soplao, compartida amb els veïns municipis de Rionansa i Valdáliga.

## Localitats
- Bielva (Capital), 237 hab.
- Cabanzón, 136 hab, 93 a Cabanzón i 43 al barri d'Otero.
- Cades, 83 hab.
- Camijanes, 111 hab, 71 a Camijanes i 40 a El Collado.
- Casamaría, 69 hab.
- Puente el Arrudo, 10 hab.
- Rábago, 54 hab.

## Demografia
| 1900  | 1910  | 1920  | 1930  | 1940  | 1950  | 1960  | 1970  | 1981 | 1991 | 2000 | 2007 |
| ----- | ----- | ----- | ----- | ----- | ----- | ----- | ----- | ---- | ---- | ---- | ---- |
| 1.254 | 1.367 | 1.322 | 1.356 | 1.447 | 1.598 | 1.471 | 1.227 | 885  | 798  | 786  | 685  |

Font: INE

## Administració
| Eleccions municipals, 25 de maig de 2003 |      |        |          |
| Partit                                   | Vots | %      | Regidors |
| PRC                                      | 382  | 64,42% | 5        |
| PP                                       | 168  | 28,33% | 2        |

| Eleccions municipals, 27 de maig de 2007 |      |        |          |
| Partit                                   | Vots | %      | Regidors |
| PRC                                      | 357  | 64,32% | 5        |
| PSOE                                     | 99   | 17,84% | 1        |
| PP                                       | 97   | 17,48% | 1        |